# Réserve naturelle régionale des éboulis et pelouses calcaires de Pagny-la-Blanche-Côte et Champougny
La réserve naturelle régionale des éboulis et pelouses calcaires de Pagny-la-Blanche-Côte et Champougny (RNR331) est une réserve naturelle régionale située en région Grand Est. Classée en 2021, elle occupe une surface de 49,28 hectares.

## Localisation

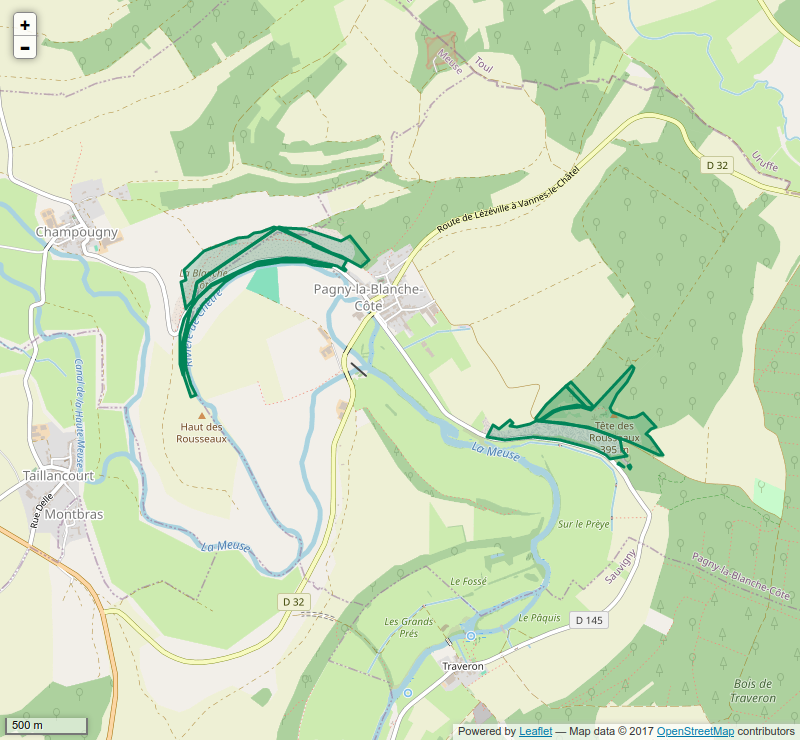
Périmètre de la réserve naturelle.

Le territoire de la réserve naturelle est dans le département de la Meuse, sur les communes de Champougny et Pagny-la-Blanche-Côte.

## Administration, plan de gestion, règlement

### Outils et statut juridique
La réserve naturelle a été créée par une délibération du Conseil régional du 21 janvier 2021.